# 富尔内勒
富尔内勒（法語：Fournels，法語發音：[fuʁnɛl]）是法国洛泽尔省的一个市镇，属于芒德区。

## 地理
富尔内勒（44°48'59"N, 3°7'15"E）面积15.76 平方千米，位于法国奧克西塔尼大區洛泽尔省，该省份为法国南部内陆省份，北起上盧瓦爾省和康塔爾省，西接阿韦龙省，南至加尔省，东临阿尔代什省。
与富尔内勒接壤的市镇（或旧市镇、城区）包括：昂泰里约、阿尔藏克达普谢、泰尔姆、诺阿亚克、圣瑞埃里。

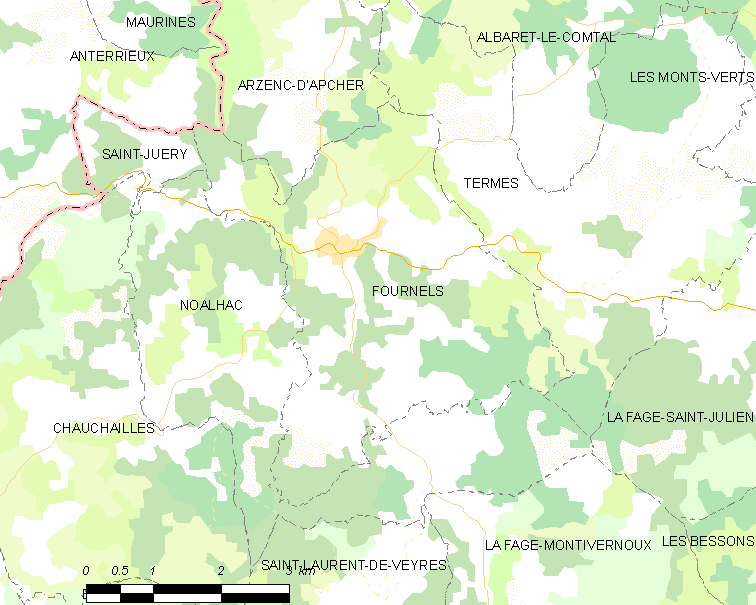
富尔内勒的OSM定位图

富尔内勒的时区为UTC+01:00、UTC+02:00（夏令时）。

## 行政
富尔内勒的邮政编码为48310，INSEE市镇编码为48064。

## 政治
富尔内勒所属的省级选区为欧布拉克地区佩尔县。

## 人口

1962-2008年间富尔内勒人口变化图示

富尔内勒于2022年1月1日时的人口数量为369人。